# A Dog in the Manger
A Dog in the Manger è un cortometraggio muto del 1917. Non si conosce il nome del regista del film che aveva come protagonista Charles Hoyt.

## Produzione
Il film fu prodotto dalla Selig Polyscope Company.

## Distribuzione
Distribuito dalla K-E-S-E Service, il film - un cortometraggio in due bobine - uscì nelle sale cinematografiche statunitensi il 6 agosto 1917.